# Tony Awards 1980
Die Verleihung der 34. Tony Awards 1980 (34th Annual Tony Awards) fand am 8. Juni 1980 im Mark Hellinger Theatre in New York City statt. Moderatoren der Veranstaltung waren Mary Tyler Moore und Jason Robards, als Laudatoren fungierten Eve Arden, Carol Channing, Hume Cronyn, Faye Dunaway, Mia Farrow, James Earl Jones, Elia Kazan, Richard Kiley, James MacArthur, Nancy Marchand, Dudley Moore, Anthony Perkins, Gilda Radner, Lynn Redgrave, Tony Roberts, Jessica Tandy, Cicely Tyson und Dick Van Dyke. Ausgezeichnet wurden Theaterstücke und Musicals der Saison 1979/80, die am Broadway ihre Erstaufführung hatten. Die Preisverleihung wurde von Columbia Broadcasting System im Fernsehen übertragen.

## Hintergrund
Die Antoinette Perry Awards for Excellence in Theatre, oder besser bekannt als Tony Awards, werden seit 1947 jährlich in zahlreichen Kategorien für herausragende Leistungen bei Broadway-Produktionen und -Aufführungen der letzten Theatersaison vergeben. Zusätzlich werden verschiedene Sonderpreise, z. B. der Regional Theatre Tony Award, verliehen. Benannt ist die Auszeichnung nach Antoinette Perry. Sie war 1940 Mitbegründerin des wiederbelebten und überarbeiteten American Theatre Wing (ATW). Die Preise wurden nach ihrem Tod im Jahr 1946 vom ATW zu ihrem Gedenken gestiftet und werden bei einer jährlichen Zeremonie in New York City überreicht.

## Gewinner und Nominierte

### Theaterstücke
| Kategorie                            | Preisträger     | Theaterstück                               | Nominierungen |
| Bestes Theaterstück                  | Mark Medoff     | Children of a Lesser God                   | - Bent – Martin Sherman - Home – Samm-Art Williams - Talley’s Folly – Lanford Wilson |
| Bester Hauptdarsteller Theaterstück  | John Rubinstein | Children of a Lesser God als James Leeds   | - Charles Brown in Home als Cephus Miles - Gerald Hiken in Strider als Strider - Judd Hirsch in Talley’s Folly als Matt Friedman                                                          |
| Beste Hauptdarstellerin Theaterstück | Phyllis Frelich | Children of a Lesser God als Sarah Norman  | - Blythe Danner in Betrayal als Emma - Maggie Smith in Night and Day als Ruth Carson - Anne Twomey in Nuts als Claudia Draper                                                             |
| Bester Nebendarsteller Theaterstück  | David Rounds    | Morning’s at Seven als Homer Bolton        | - David Dukes in Bent als Horst - George Hearn in Watch on the Rhine als Kurt Muller - Earle Hyman in The Lady from Dubuque als Oscar - Joseph Maher in Night and Day als Geoffrey Carson |
| Beste Nebendarstellerin Theaterstück | Dinah Manoff    | I Ought to Be in Pictures als Libby Tucker | - Maureen Anderman in The Lady from Dubuque als Carol - Pamela Burrell in Strider als Verschiedene Charaktere - Lois de Banzie in Morning’s at Seven als Myrtle Brown                     |
| Beste Theaterregie                   | Vivian Matalon  | Morning’s at Seven                         | - Gordon Davidson – Children of a Lesser God - Peter Hall – Betrayal - Marshall W. Mason – Talley’s Folly                                                                                 |

### Musicals
| Kategorie                       | Preisträger                                          | Musical                                                       | Nominierungen |
| Bestes Musical                  | Evita                                                | Evita                                                         | - A Day in Hollywood / A Night in the Ukraine - Barnum - Sugar Babies |
| Bester Hauptdarsteller Musical  | Jim Dale                                             | Barnum als P. T. Barnum                                       | - Gregory Hines in Comin’ Uptown als Scrooge - Mickey Rooney in Sugar Babies als Mickey - Giorgio Tozzi in The Most Happy Fella als Tony                                                                               |
| Beste Hauptdarstellerin Musical | Patti LuPone                                         | Evita als Eva Perón                                           | - Christine Andreas in Oklahoma! als Laurey Williams - Sandy Duncan in Peter Pan als Peter Pan - Ann Miller in Sugar Babies als Ann                                                                                    |
| Bester Nebendarsteller Musical  | Mandy Patinkin                                       | Evita als Che                                                 | - David Garrison in A Day in Hollywood / A Night in the Ukraine als Serge B. Samovar - Harry Groener in Oklahoma! als Will Parker - Bob Gunton in Evita als Juan Perón                                                 |
| Beste Nebendarstellerin Musical | Priscilla Lopez                                      | A Day in Hollywood / A Night in the Ukraine as Gino/Usherette | - Debbie Allen in West Side Story als Anita - Glenn Close in Barnum als Charity ’Chairy’ Barnum - Josie de Guzman in West Side Story als Maria                                                                         |
| Bestes Musicallibretto          | Tim Rice                                             | Evita                                                         | - Dick Vosburgh – A Day in Hollywood / A Night in the Ukraine - Mark Bramble – Barnum - Ralph G. Allen and Harry Rigby – Sugar Babies                                                                                  |
| Beste Originalmusik             | Andrew Lloyd Webber (Musik) und Tim Rice (Liedtexte) | Evita                                                         | - A Day in Hollywood / A Night in the Ukraine – Frank Lazarus (Musik) und Dick Vosburgh (Liedtexte) - Barnum – Cy Coleman (Musik) und Michael Stewart (Liedtexte) - Sugar Babies – Arthur Malvin (Musik und Liedtexte) |
| Beste Musicalregie              | Harold Prince                                        | Evita                                                         | - Ernest Flatt und Rudy Tronto – Sugar Babies - Joe Layton – Barnum - Tommy Tune – A Day in Hollywood / A Night in the Ukraine                                                                                         |

### Theaterstücke oder Musicals
| Kategorie            | Preisträger                        | Theaterstück bzw. Musical                   | Nominierungen |
| Bestes Bühnenbild    | John Lee Beatty und David Mitchell | Talley’s Folly und Barnum                   | - Timothy O’Brien und Tazeena Firth – Evita - Tony Walton – A Day in Hollywood / A Night in the Ukraine                  |
| Beste Choreographie  | Tommy Tune und Thommie Walsh       | A Day in Hollywood / A Night in the Ukraine | - Ernest Flatt – Sugar Babies - Larry Fuller – Evita - Joe Layton – Barnum                                               |
| Beste Kostüme        | Theoni V. Aldredge                 | Barnum                                      | - Pierre Balmain – Happy New Year - Timothy O’Brien und Tazeena Firth – Evita - Raoul Pene Du Bois – Sugar Babies        |
| Bestes Lichtdesign   | David Hersey                       | Evita                                       | - Beverly Emmons – A Day in Hollywood / A Night in the Ukraine - Craig Miller – Barnum - Dennis Parichy – Talley’s Folly |
| Beste Wiederaufnahme | Morning’s at Seven                 | Morning’s at Seven                          | - Major Barbara - Peter Pan - West Side Story                                                                            |

### Sonderpreise (ohne Wettbewerb)
| Kategorie              | Preisträger                                     | Grund der Preisverleihung |
| Regional Theatre Award | Actors Theatre of Louisville, Kentucky          | |
| Special Tony Award     | Helen Hayes                                     | Lawrence Langner Memorial Award for Distinguished Lifetime Achievement in the American Theatre                                                |
| Special Tony Award     | Mary Tyler Moore                                | Für Whose Life Is It Anyway? |
| Special Tony Award     | Goodspeed Opera House, East Haddam, Connecticut | |
| Special Tony Award     | Richard Fitzgerald                              | Für seine Installation von Infrarotsystemen in Broadway-Theatern, die Theaterbesuche für Hörgeschädigte lohnend, anregend und angenehm machen |
| Special Tony Award     | Hobe Morrison                                   | Theaterredakteur der Variety |

## Statistik

### Mehrfache Nominierungen
- 11 Nominierungen: Evita
- 10 Nominierungen: Barnum
- 9 Nominierungen: A Day in Hollywood / A Night in the Ukraine
- 8 Nominierungen: Sugar Babies
- 5 Nominierungen: Talley’s Folly
- 4 Nominierungen: Children of a Lesser God und Morning’s at Seven
- 3 Nominierungen: West Side Story
- 2 Nominierungen: Bent, Betrayal, Home, The Lady from Dubuque, Night and Day, Oklahoma!, Peter Pan und Strider

### Mehrfache Gewinne
- 7 Gewinne: Evita
- 3 Gewinne: Barnum, Children of a Lesser God und Morning’s at Seven
- 2 Gewinne: A Day in Hollywood / A Night in the Ukraine